# Ewa Borkowska-Wasilewska
Ewa Justyna Borkowska-Wasilewska (ur. 7 stycznia 1967 w Giżycku) – polska panczenistka, olimpijka z Albertville 1992 i Lillehammer 1994.
Wielokrotna medalistka mistrzostw Polski:
- złota
  - w wieloboju[1] w latach 1990, 1994, 1996
  - w wieloboju sprinterskim[2] w latach 1990, 1993, 1994,
  - w wyścigu na dystansie[3]:
    - 500 metrów w latach 1993, 1994, 1996
    - 1000 metrów w latach 1990, 1993, 1994, 1996
    - 1500 metrów w latach 1990, 1991, 1992, 1993, 1994, 1996
    - 3000 metrów w latach 1990, 1991, 1992, 1993, 1994, 1996
    - 5000 metrów w latach 1990, 1991, 1992, 1993, 1994, 1996
- srebrna
  - w wieloboju w latach 1989, 1991, 1992
  - w wieloboju sprinterskim w roku 1989,
  - w wyścigu na dystansie 
    - 500 metrów w roku 1992,
    - 1000 metrów w latach 1989, 1992
    - 1500 metrów w latach 1987, 1988, 1989
    - 3000 metrów w latach 1987, 1989,
- brązowa
  - w wieloboju w roku 1988,
  - w wieloboju sprinterskim w roku 1988,
  - w wyścigu na dystansie:
    - 500 metrów w latach 1987, 1989, 1990,
    - 1000 metrów w latach 1987, 1988
    - 3000 metrów w roku 1988,
    - 5000 metrów w latach 1987, 1988, 1989.

Uczestniczka mistrzostw świata w wieloboju w:
- Heerenveen w roku 1991 – 22. miejsce,
- Calgary w roku 1992 – 14. miejsce,
- Inzell w roku 1996 – 20. miejsce.

Uczestniczka mistrzostw świata w wieloboju sprinterskim w:
- Heerenveen w 1989 roku – 24. miejsce,
- Tromsø w 1990 roku – dyskwalifikacja w wyścigu na 1000 metrów,
- Inzell w 1991 roku – 23. miejsce,
- Oslo w 1992 roku – 21. miejsce,
- Ikaho w 1993 roku – 22. miejsce.

Uczestniczka mistrzostw Europy w:
- Getteborgu w 1989 roku – 25. miejsce,
- Heerenveen w 1990 roku – 19. miejsce,
- Sarajewie w 1991 roku – 17. miejsce,
- Heerenveen w 1992 roku – 13. miejsce,
- Heerenveen w 1993 roku – 10. miejsce,
- Hamar w 1993 roku – 13. miejsce
- Heerenveen w 1996 roku – 17. miejsce

Na igrzyskach w 1992 roku w Albertville wystartowała w wyścigach na dystansach: 1000 metrów zajmując 19. miejsce, 1500 metrów - 14. miejsce, 3000 metrów 24. miejsce.
Na igrzyskach w 1994 roku w Lillehammer wystartowała w wyścigu na dystansie 1500 metrów zajmując 18. miejsce oraz w wyścigu na dystansie 3000 metrów zajmując 16. miejsce.

## Rekordy życiowe
- 500 metrów - 41,84 uzyskany w 1994 roku,
- 1000 metrów - 1.23,90 uzyskany w 1991 roku,
- 1500 metrów - 2.06,64 uzyskany w 1993 roku,
- 3000 metrów - 4.28,29 uzyskany w 1994 roku,
- 5000 metrów - 7.50,77 uzyskany w 1992 roku.